# Trypherogenes chrysodesma
Trypherogenes chrysodesma är en fjärilsart som beskrevs av Edward Meyrick 1931. Trypherogenes chrysodesma ingår i släktet Trypherogenes och familjen stävmalar. Inga underarter finns listade i Catalogue of Life.